# Koprzywna
Koprzywna – wieś w Polsce położona w województwie łódzkim, w powiecie rawskim, w gminie Biała Rawska.
Wieś wymieniana w 1370 r. jako Koprziwna.
W latach 1975–1998 miejscowość administracyjnie należała do województwa skierniewickiego.